# La bella Giorgiana
La bella Giorgiana è una tragicommedia in cinque atti in versi endecasillabi di Carlo Goldoni scritta nel 1761 e rappresentata per la prima volta nei primi giorni di dicembre dello stesso anno nel Teatro San Luca di Venezia, con scarso riscontro da parte del pubblico (fu replicata soltanto per tre sere).
L'opera è di ambientazione esotica, sulla scia delle altre tragicommedie scritte dal commediografo veneziano per contrapporsi al successo delle tragicommedie dell'abate Chiari e delle fiabe teatrali di Carlo Gozzi che in quel periodo trionfavano al Teatro San Samuele. 

## Trama
Il tirannico re Dadian, che vuole riunire la Giorgia sotto una sola corona, dichiara guerra a Bacharat, principe di Guriel che ha omesso di versare integralmente il tributo di cento donne da destinare al Gran Sofì di Persia, offrendo in cambio la bella figlia Tamar. Sarà quest'ultima, con sagacia, a risolvere pacificamente la questione.

## Poetica
Nel ricordo di altre e più celebri figure femminili goldoniane, l'opera si presenta come un'ultima variazione della tematica cara all'autore e che continua a essere di attualità: la guerra dei sessi, la resistenza che le donne cercano di opporre alla tirannia maschile (siano i padri, i fidanzati, i mariti, i datori di lavoro), per tentare di conquistare il diritto di scegliere il loro destino di donne, e di non vivere quindi più da schiave.. La battuta finale di Tamar, una donna ingegnosa e vivace, capace di domare la superbia degli uomini con l'arguzia e l'intelligenza, riassume efficacemente la poetica goldoniana:
tutto il potere su gli animi virili.
Ma chi mal se ne abusa, il pregio perde
e taccia vil d'ingannatrice acquista.»
(Carlo Goldoni, La bella Giorgiana)